# Jean-Joseph Boillot
 (octobre 2022).
Pour les articles homonymes, voir Boillot.
Jean-Joseph Boillot, né en 1956, est professeur agrégé de sciences économiques et sociales et docteur en économie. Il est spécialiste des grandes économies émergentes, notamment la Chine, l'Inde et les pays d'Afrique.

## Biographie

### Jeunesse et études
Jean-Joseph Boillot obtient l'agrégation de sciences économiques et sociales puis il présente une thèse intitulée Régulation et Développement : le modèle indien depuis 1947[source insuffisante] et obtient un doctorat en économie. Il a travaillé sur l’Asie comme chercheur associé au Centre d'études prospectives et d'informations internationales (CEPII) dans le cadre de sa thèse de doctorat,.

### Parcours professionnel
Jean-Joseph Boillot rejoint en 1990 le ministère des Finances comme conseiller économique pour suivre les processus de transition dans les grandes zones émergentes du monde : Europe centrale et orientale, ex-URSS, Asie émergente et monde chinois. Il est conseiller financier pour l’Inde et l’Asie du Sud à partir de New Delhi entre 2003 et 2005 pour la direction générale du Trésor[source secondaire nécessaire].
Il a enseigné à l’École normale supérieure.
Il rentre à Paris en 2006 comme spécialiste Inde-Chine, partageant son temps entre des enseignements spécialisés sur ces pays et des activités de conseil pour des organismes publics et de grandes entreprises comme au club du CEPII, dont il a assuré la coordination scientifique du cycle et de la synthèse « pays émergents » entre mars 2007 et décembre 2008[source insuffisante].
Jean-Joseph Boillot est cofondateur du Euro-India Economic & Business Group (EIEBG), membre du cercle Cyclope, pour lequel il rédige chaque année le chapitre Inde de la publication Les Marchés mondiaux, et chercheur associé à l'Institut de relations internationales et stratégiques (IRIS)[source secondaire nécessaire].

## Publications
Après 2001
- Utopies made in monde : Le sage et l'économiste, Odile Jacob, avril 2021 (lire en ligne)[4].
- Marx or Utopia and Ideology against Wisdom (in Probing and Re-Probing: Essays in Marxian Reawakening, édité par Sankar Ray et Shaibal Gupta, Aakar Books, New-Delhi, janvier 2020.
- L'Inde ancienne au chevet de nos politiques, l'art de la gouvernance selon l'Arthashastra de Kautilya, Les Éditions du Félin (papier) et éditions Boostzone (numérique), mai 2017 (lire en ligne)[7].
- L'Afrique pour les nuls, éditions First, octobre 2015.
- L'Inde pour les nuls, éditions First, avril 2014 (lire en ligne).
- L'innovation Jugaad, redevenons ingénieux, de Navi Radjou, Jaideep Prabhu & Simone Ahuja, éditions Diateino, avril 2013 (traducteur et adaptateur).
- avec Stanislas Dembinski, Chindiafrique, la Chine, l'Inde et l'Afrique feront le monde de demain, Odile Jacob, janvier 2013, 368 p. (lire en ligne)[8],[9],[10].
- Le Système financier indien, entre ouverture et modernité, numéro spécial de la Revue d'économie financière no 107, septembre 2012 (éditeur).
- KAL, un abécédaire de l'Inde moderne, Buchet-Chastel, mai 2011.
- Les perspectives économiques du géant indien, in L'émergence de la puissance indienne, mythes et réalités, Presses universitaires de Rennes, 2010.
- L’économie de l'Inde  (3e édition), Paris, La Découverte, coll. « Repères », 2016 (lire en ligne) (édition italienne : L’Economia dell’India, Il Mulino, Universale Paperbacks).
- Onze questions sur les grandes économies émergentes, Paris, Le Club du CEPII, avril 2009 (lire en ligne [PDF]), coordonné par Jean-Joseph Boillot.
- India and China, the Issues for Europe, in Looking for the European Interest, collection L'Europe après l'Europe, éditions Le Manuscrit, Paris 2008 (en français : À la recherche de l'intérêt européen, ouvrage dirigé par Philippe Herzog).
- The Economy of India, global challenge for the century, Gyan Publishing House, New Delhi, 2008.
- Europe after enlargement, economic challenge for EU and India, Academic Foundation, New Delhi, 2005.
- L’Union européenne élargie  (préf. Francis Mer), Paris, La Documentation française, 2003 (OCLC 638910262)[11].
- Chine, Hong-Kong, Taiwan, une nouvelle économie géographique de l’Asie, Paris, La Documentation française, 2001 (OCLC 421843362).